# Sam Bettens
Sam Bettens (Kapellen, 23 de Setembro de 1972) é um cantor belga, mais conhecido por ser vocalista da banda rock K's Choice. Sam é um homem trans; ele começou a transição em 2019, e era conhecido por Sarah Bettens.

## Biografia
Sam forma em meados dos anos 1990, a banda K's Choice com o seu irmão Gert Bettens. Em 2003, a banda resolve fazer um interregno, e Sam parte para uma carreira a solo, lançando três álbuns. Em 2008, Sam foi homenageado  com uma estrela no Nirvana Studios - Wall of Fame. Em 2009, a banda resolve reunir-se lançando um novo álbum em 2010. 
Ainda em 2010, participa no álbum Ludamos Vita dos portugueses Easyway, em "The Viewer", o single escolhido para apresentar o álbum.

## Discografia

### Álbuns[4]
- 2004 Go (EP)
- 2005 Scream
- 2007 Shine
- 2008 Never Say Goodbye

### Singles
- 2002 Someone To Say Hi To
- 2002 You Always Know Your Home
- 2004 Fine
- 2005 Not Insane
- 2005 Stay
- 2005 Leef
- 2006 Come Over Here
- 2006 I Need a Woman
- 2007 Daddy's Gun
- 2007 I Can't Get Out
- 2009 The Viewer (com Easyway)